# 长细纹海蛳螺

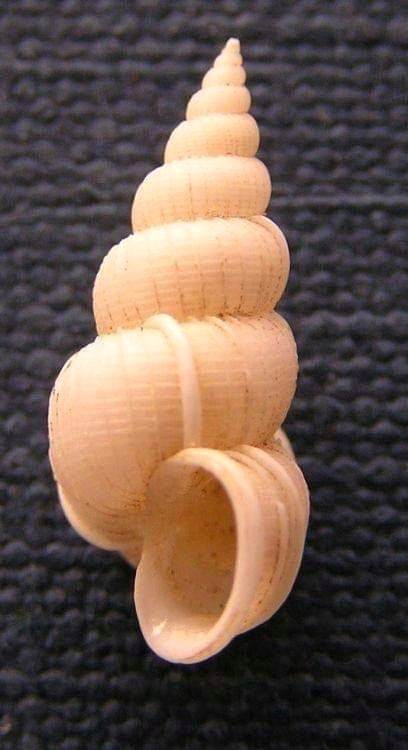
長細紋海獅螺

长细纹海蛳螺（学名：Amaea thielei），是异腹足目海蛳螺科Amaea的一种。主要分布于中国大陆、台湾，常栖息在潮下带。